# ニッキ・グリフィン
ニッキ・グリフィン（Nikki Griffin , 1978年4月16日 - ）は、アメリカ合衆国ミシシッピ州出身の女優、映画監督。本名は、Jeanne Nicole Griffin。身長162cm。

## 来歴
1978年4月16日にアメリカ合衆国ミシシッピ州で生まれた。グリフィンは幼少期の一時ドイツで過ごし、後にノースカロライナ州ウィルミントンのニューハノーバー高校に通い、そこで彼女は教師のマーク・マトニー（米国の声優）を通じて映画界と接触。卒業後、カリフォルニア州ロサンゼルスに移り、当初はテレビシリーズや映画でマイナーな役を演じた。

## 出演作品
- ワイルド・スピードX3 TOKYO DRIFT - シンディ役

## Webリンク
- Nikki Griffinでのインターネットムービーデータベース（英語）
- Nikki Griffinのホームページ： http：//www.nikkigriffin.com